# Manuel Conde
Manuel Conde, geboren als Manuel Urbano, (9 oktober 1915 - 11 augustus 1985) was een Filipijns acteur, regisseur, scenarioschrijver en producent. In de jaren 30 gebruikte Conde als acteur de artiestennaam Juan Urbano. Manuel Conde is de vader van komiek en acteur Jun Urbano.
Conde regisseerde, schreef, produceerde en acteerde gedurende zijn carrière tientallen films, waarvan vele onafhankelijk van de toenmalige filmproducenten, zoals LVN, Sampaguita, Premiere en Lebran. In bijna al zijn films werkte Conde samen met artdirector en production designer Carlos Francisco. Francisco zou in de jaren zeventig tot Nationaal Artiest van de Filipijnen worden uitgeroepen. Manuel Conde zelf werd deze onderscheiding in 2009 door president Gloria Macapagal-Arroyo toegekend.
Sommige films die Conde produceerde en regisseerde waren uitbundige kostuumspektakels over Westerse mythologische en historische figuren. Voorbeelden daarvan zijn de publiekstrekkers 'Siete Infantes de Lara' (1950) en 'Sigfredo' (1951). Ook produceerde en regisseerde hij een reeks populaire politiek-satirische films over Juan Tamad, waarin commentaar geleverd werd op actuele politieke onderwerpen. Zijn film 'Genghis Khan' was in 1952 de eerste Filipijnse film die draaide op het Filmfestival van Venetië.

## Onderscheidingen
- 1979 - Gawad Urian - Lifetime Achievement Award.
- 2007 - FAS Award - Lamberto Avellana Award
- 2009 - Nationaal Artiest van de Filipijnen

## Filmografie
| - Mahiwagang biyolin (1935) - Sawing gantimpala (1939) - Maginoong takas (1940) - Binatilyo (1940) - Villa Hermosa (1941) - Prinsipe Teñoso (1941) - Ibong Adarna (1941) - Hiyas ng dagat (1941) - Ararong ginto (1941) - Caviteño (1942) - Orasang ginto (1946) - Doon po sa amin (1946) - Ang prinsipeng hindi tumatawa (1946) - Alaala kita (1946) - Si Juan Tamad (1947) - Nabasag ang banga (1947) - Vende Cristo (1948) - Si Juan Daldal: Anak ni Juan Tamad (1948) - Prinsipe Paris (1949) - Siete infantes de lara (1950) - Genghis Khan (1950) - Apat na alas (1950) - Señorito (1953) - Pilipino kostum no touch (1955) - Ikaw kasi (1955) - Ang ibong Adarna (1955) - Krus na kawayan (1956) - Handang matodas (1956) - El robo (1957) - Basta Ikaw (1957) - Bahala na (1957) - Tingnan natin (1957) - Venganza (1958) - Casa grande (1958) (segment "Heredero") - Juan Tamad Goes to Congress (1960) - Bayanihan (1960) - Juan Tamad Goes to Society (1960) - Molave (1961) - Juan Tamad Goes to Malacañang (1961) - Si Juan Tamad at si Juan Masipag sa pulitikang walang hanggan (1963) - Hostage: Hanapin si Batuigas (1977) | - Mahiwagang biyolin (1935) (als Juan Urbano) - Ibong Adarna (1941) - Orasang ginto (1946) - Si Juan Tamad (1947) - Nabasag ang banga (1947) - Vende Cristo (1948) - Si Juan Daldal: Anak ni Juan Tamad (1948) - Prinsipe Paris (1949) - Siete infantes de lara (1950) - Genghis Khan (1950) - Apat na alas (1950) - Sigfredo (1951) - Satur (1951) - Señorito (1953) - Krus na kawayan (1956) - Casa grande (1958) - Juan Tamad Goes to Congress (1960) - Juan Tamad Goes to Society (1960) - Molave (1961) - Juan Tamad Goes to Malacañang (1961) - Espionage: Far East (1961) - Si Juan Tamad at si Juan Masipag sa pulitikang walang hanggan (1963) - 7 infantes de Lara (1973) - Juan Tamad Junior (1980) - Soltero (1984) - Si Juan Tamad (1947) - Siete infantes de lara (1950) - Prinsipe Amante sa Rubitanya (1951) - Ikaw kasi (1955) - Handang matodas (1956) - Tingnan natin (1957) - Verganza (1958) (script en verhaal) - Juan Tamad Goes to Congress (1960) (script) - Juan Tamad Goes to Society (1960) - Molave (1961) (script en verhaal) - Juan Tamad Goes to Malacañang (1961) (script en verhaal) - Si Juan Tamad at si Juan Masipag sa pulitikang walang hanggan (1963) - Juan Tamad at Mr. Shooli: Mongolian Barbecue (1991) (verhaal) |